# Uluç Ali Paşa
Pour les articles homonymes, voir Ali Pacha.
Uluç Ali Pacha (« Général Ali le Converti »), à l'origine Giovanni Dionigi Galeni, né en 1519 en Calabre et mort à Constantinople le 21 juin 1587, est un pirate italien, devenu sujet, puis officier corsaire de l'Empire ottoman, dans la hiérarchie duquel il atteint les sommets : placé à la tête de la régence d'Alger de 1568 à 1577, il est nommé capitan pacha (« amiral de la flotte », kapudan paşa) à la suite de la bataille de Lépante et le reste jusqu'à sa mort.

## Biographie
Il aurait été capturé par des corsaires d'Alger aux alentours de 1536. Après des années d'esclavage sur les galères, il se serait converti à l'Islam avant d'être libéré par son maître.
Il devient rapidement raïs et devient également capitaine d'un corsaire algérois. En 1547 il rejoint l'amiral Ottoman Dragut et participe à ses côtés à des raids sur les côtes d'Italie et d'Espagne. Il seconde Dragut lors des combats pour la prise d'Ifrikiya, actuelle Mahdia, en 1550. Il est présenté à Soliman le Magnifique en 1551.
En 1560, il mène les troupes musulmanes contre les armées chrétiennes lors de la bataille de Jerba. 
En 1565, il remplace Dragut comme beylerbey de Tripoli. En 1567, il arrête une révolte de seigneurs de Tripolitaine.

### Le gouvernorat d'Alger
Il joue un important rôle dans le soulèvement morisque de 1568 à 1570 en envoyant à plusieurs reprises devant Almería des hommes, des armes et des munitions, ainsi qu'une flotte de 40 navires qui est dispersée par les vents violents de l'hiver. En décembre 1569, il chasse la dynastie des hafsides de Tunis à la tête d’une flotte de vingt galères et galiotes et d’une armée composée d’environ 5 000 janissaires, Uluç Ali bat les Vénitiens en 1571 et s'empare de Dulcigno qu'il pille et dont il réduit les habitants en esclavage.
Le 7 octobre 1571, lors de la bataille de Lépante, il dirige l'aile gauche de la flotte d'Ali Pacha. Il attaque avec succès les galères commandées par Giovanni Andrea Doria avant de s'enfuir, à la suite de la défaite ottomane, pour revenir vers Istanbul, alors que ses enfants sont emmenés en captivité à Rome. Arrivé à Constantinople avec 87 navires et en rapportant l'étendard de l'ordre de Malte, il est nommé capitan pacha (grand amiral) par le sultan Selim II.
En 1574, il mène les combats qui aboutissent à la reprise de la Goulette et de Tunis aux Espagnols.

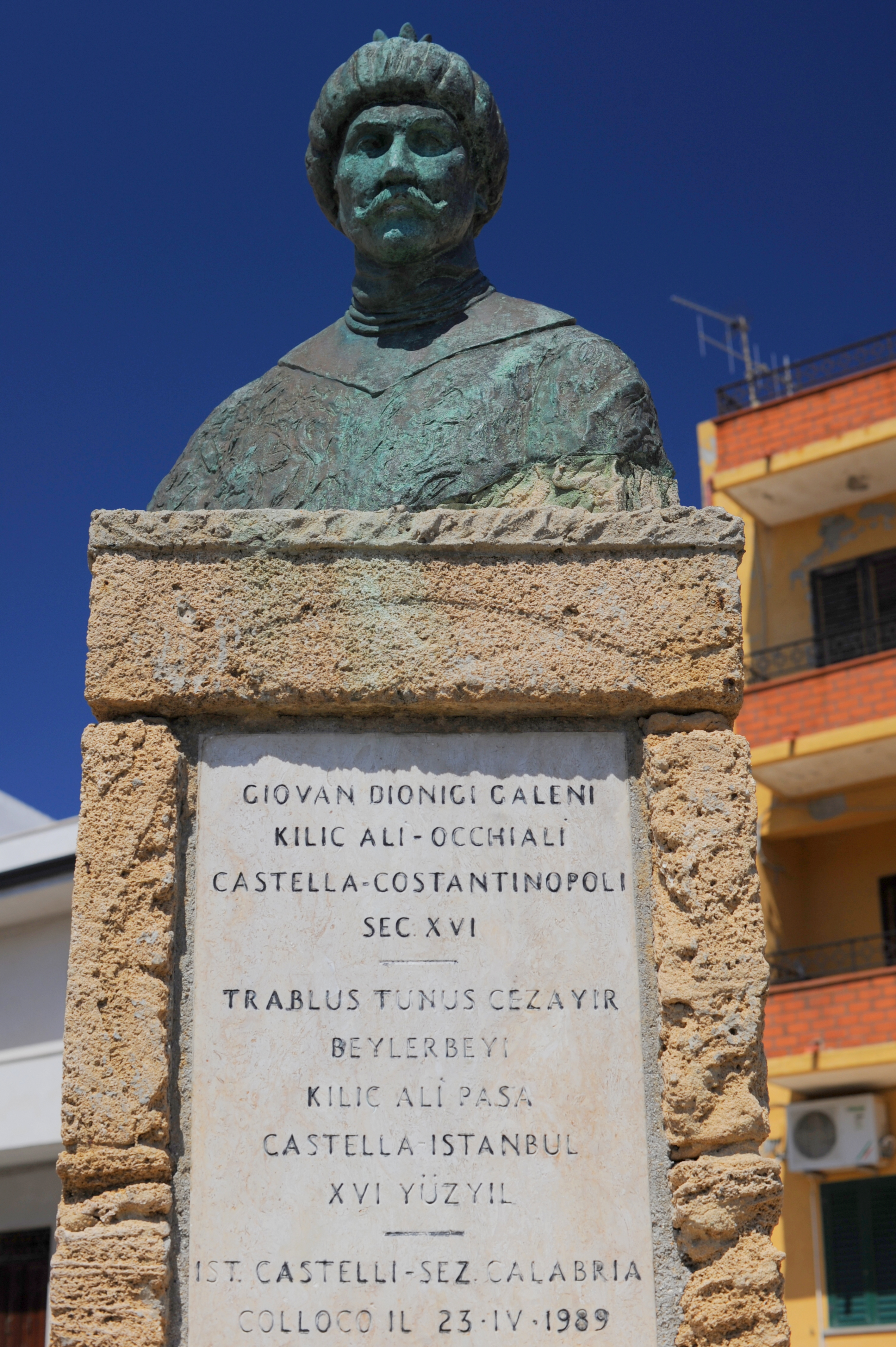
Statue d'Uluç Ali Reis dans sa ville d'origine, Le Castella, Italie.